# Rzędna
Rzędna (łac. ordinata) – druga współrzędna w kartezjańskim układzie współrzędnych (zwanym też prostokątnym układem współrzędnych). Oznaczana jest przeważnie symbolem y, a jej oś symbolem OY.